# Hermann Deckert
Hermann Siegfried Joachim Deckert (* 31. August 1899 in Samtens auf Rügen; † 11. November 1955 in Hannover) war ein deutscher Kunsthistoriker und Denkmalpfleger sowie ab 1939 Provinzialkonservator und 1946–1951 erster niedersächsischer Landeskonservator.

## Leben und Wirken
Hermann Deckert studierte Kunstgeschichte an der Universität Marburg bei Richard Hamann. Er promovierte dort 1927 über Die lübisch-baltische Skulptur im Anfang des 16. Jahrhunderts und habilitierte sich bereits im Folgejahr ebendort. Bis zum Wintersemester 1933/34 lehrte er als Privatdozent am kunstgeschichtlichen Seminar. Er wurde 1934 beurlaubt und verzichtete auf die venia legendi, nachdem er der Unterschlagung bezichtigt worden war. Sein Marburger Kollege Karl Löwith beschrieb ihn in seinen Memoiren als einen „unserer begabtesten jungen Dozenten“.
Deckert ging nach Hannover und wirkte ab 1934 mit bei der Inventarisation der Kunstdenkmäler der preußischen Provinz Hannover. Nach dem Tod von Heinrich Siebern und der nur kurzen Amtszeit von Gustav Darr wurde Deckert 1938 zunächst kommissarischer, 1939 endgültig Provinzialkonservator für die preußische Provinz Hannover und anschließend 1946 bis 1951 erster niedersächsischer Landeskonservator.
In der Schlussphase des Zweiten Weltkriegs hatte Deckert ab 1944 seinen Dienstsitz im Kloster Medingen und unmittelbar nach dem Krieg im Schloss Celle.
Als Denkmalpfleger ließ er Ausstattungsteile der romanischen Michaeliskirche in Hildesheim auslagern und schützte diese so vor der Zerstörung im Zweiten Weltkrieg.
Nach dem Krieg nahm er als Landeskonservator ähnlich wie Rudolf Hillebrecht eine Position ein, die sich sehr kritisch gegenüber Bauten der Jahrhundertwende und Gründerzeit verhielt, die er und seine Generation noch nicht als historische und eigenwertige Objekte erkannten. Häuser der Karmarschstraße in Hannover bezeichnete er als „Schandmale der Gründerzeit“, die alte Markthalle und das Pfarrhaus der Kreuzkirche hätte er gern abreißen lassen, wenn dies nicht der Zweite Weltkrieg besorgt hätte.
1949 wurde Deckert zum Professor für Bau- und Kunstgeschichte an die Technische Hochschule Hannover berufen und stand der Hochschule 1951–1952 als erster geisteswissenschaftlicher Rektor vor. Ebenfalls 1949 war er Fachjuror im Architekturwettbewerb um den Wiederaufbau des Opernhauses Hannover. 1953 war er Gründungsvorsitzender der Laves-Gesellschaft. Seit 1952 war er ordentliches Mitglied der Braunschweigischen Wissenschaftlichen Gesellschaft.
Sein Nachfolger als niedersächsischer Landeskonservator wurde Ende 1951 Oskar Karpa.
Hermann Deckert war mit Anna Deckert verheiratet.

## Schriften (Auswahl)
- Studien zur hanseatischen Skulptur im Anfang des 16. Jahrhunderts. In: Marburger Jahrbuch für Kunstwissenschaft. Bd. 1, 1924, S. 55–98.
- Die lübisch-baltische Skulptur im Anfang des 16. Jahrhunderts. In: Marburger Jahrbuch für Kunstwissenschaft. Bd. 3, 1927, S. 1–75 (= Dissertation).
- (mit Robert Freyhan und Kurt Steinbart) Religiöse Kunst aus Hessen und Nassau. Kritischer Gesamtkatalog der Ausstellung Marburg 1928. 3 Bände, Kunstgeschichtliches Seminar Marburg / Lühe, Leipzig 1932. (Bd. 1 in Google Books)
- Zum Begriff des Porträts. In: Marburger Jahrbuch für Kunstwissenschaft. 5, 1929, S. 261–282.
- Opus interrasile als vorromanische Technik. Kunstgeschichtliches Seminar Marburg, 1930.
- Dom und Schloß zu Merseburg: Auf Grund der Ergebnisse des ersten kunstgeschichtlichen Schulungslagers in Halle 1934. Hopfer, Burg 1935.
- Zur Altstadtgesundung in Hannover. In: Die Denkmalpflege in der Provinz Hannover. 1936, S. 6 ff.
- Die Kunstdenkmäler der Provinz Hannover. Bd. 27: Die Kunstdenkmale des Kreises Soltau. Selbstverlag der Provinzialverwaltung/Schulze, Hannover 1939. (Neudruck: Wenner, Osnabrück 1980, ISBN 3-87898-188-0).
- (mit Heiner Jürgens): Die Kunstdenkmäler der Provinz Hannover. Bd. 24: Die Kunstdenkmale des Landkreises Hildesheim. Selbstverlag der Provinzialverwaltung/Schulze, Hannover 1938.
- Einige spätromanische Sitzmadonnen in Niedersachsen. In: Festschrift Richard Hamann zum sechzigsten Geburtstage 29. Mai 1939, überreicht von seinen Schülern. Hopfer, Burg 1939, S. 23–30.
- Die Dorfkirche in Niederhausen. In: Die Kunde. Gemeinsames Mitteilungsblatt des Urgeschichtlichen Außendienstes am Landesmuseum der Provinz Hannover, Jg. 8, Nr. 4, 1940.
- (mit Hans Roggenkamp) Das alte Hannover. Deutscher Kunstverlag, München/Berlin 1952.